# Kreissparkasse Saale-Orla
Die Kreissparkasse Saale-Orla ist eine Sparkasse in Thüringen mit Sitz in Schleiz. Sie ist eine Anstalt des öffentlichen Rechts.

## Geschäftsgebiet und Träger
Das Geschäftsgebiet der Kreissparkasse Saale-Orla umfasst den Saale-Orla-Kreis, welcher auch Träger der Sparkasse ist.

## Geschäftszahlen
Die Kreissparkasse Saale-Orla wies im Geschäftsjahr 2023 eine Bilanzsumme von 1,205 Mrd. Euro aus und verfügte über Kundeneinlagen von 1,04 Mrd. Euro. Gemäß der Sparkassenrangliste 2023 liegt sie nach Bilanzsumme auf Rang 302. Sie unterhält 13 Filialen/Selbstbedienungsstandorte und beschäftigt 208 Mitarbeiter.

## Sparkassen-Finanzgruppe
Die Kreissparkasse Saale-Orla ist Teil der Sparkassen-Finanzgruppe und gehört damit auch ihrem Haftungsverbund an. Er sichert den Bestand der Institute und sorgt dafür, dass sie auch im Fall der Insolvenz einzelner Sparkassen alle Verbindlichkeiten erfüllen können. Die Sparkasse vermittelt Bausparverträge der regionalen Landesbausparkasse, offene Investmentfonds der Deka und Versicherungen der SV SparkassenVersicherung. Im Bereich des Leasing arbeitet die Kreissparkasse Saale-Orla mit der  Deutschen Leasing zusammen. Die Funktion der Sparkassenzentralbank nimmt die Landesbank Hessen-Thüringen wahr.